# Transfeminisme

Símbol del transfeminisme.

El transfeminisme és un dels corrents existents del feminisme; defensa i lluita pels drets de les persones transgènere, alhora que qüestiona el binarisme de gènere. Ha estat definit per l'estudiosa i activista Emi Koyama com «un moviment de i per a dones trans que veuen que el seu alliberament està intrínsecament lligat a l'alliberament de totes les dones i més enllà». Koyama assenyala que «també està obert a altres persones queer, persones intersexuals, homes trans, dones no trans, homes no trans i altres que simpatitzin amb les necessitats de les dones trans i consideren que la seva aliança amb les dones trans és essencial per al seu propi alliberament.»
Segons Emi Koyama, hi ha dos "principis primaris del transfeminisme" segons els quals cada transfeminista viu i desitja seguir, així com desitja per a tots els individus. En primer lloc, Koyama afirma que totes les persones no només haurien de poder viure la seva pròpia vida de la manera que escollissin i es defineixin com considerin que és correcte, sinó que també haurien de ser respectades per la societat per la seva individualitat i singularitat. S'hi inclou el dret a l'expressió de gènere individualitzada sense por de represàlies. El segon principi de Koyama estableix que cada individu té tot el dret, i és l'únic que hi té dret, a tenir un control total sobre el seu propi cos. No hi haurà cap forma d'autoritat —política, mèdica, religiosa o d'una altra manera— que pugui anul·lar les decisions d'una persona sobre el seu cos i el seu benestar, i la seva autonomia està plenament en mans d'aquest únic individu.
El 2006, el primer llibre sobre transfeminisme, Trans/Forming Feminisms: Transfeminist Voices Speak Out, editat per Krista Scott-Dixon, va ser publicat per Sumach Press.

## Història

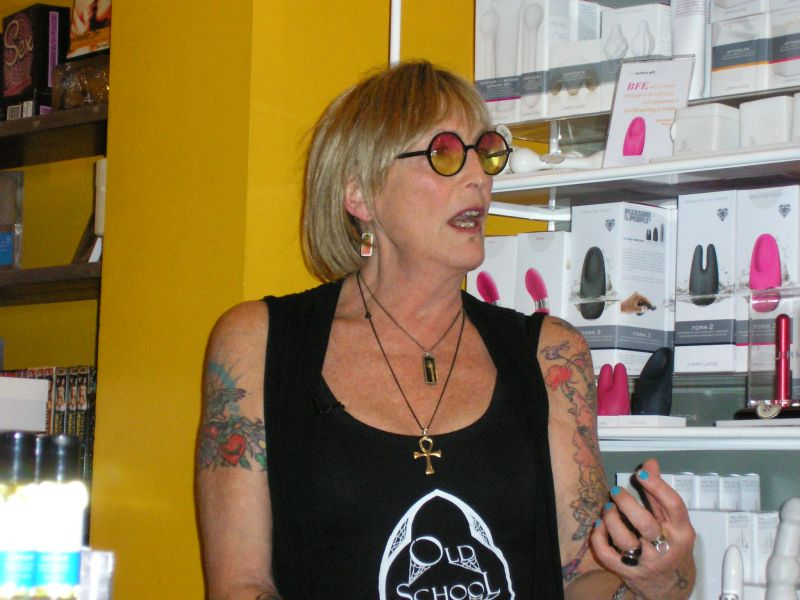
Kate Bornstein a Seattle el 2010.

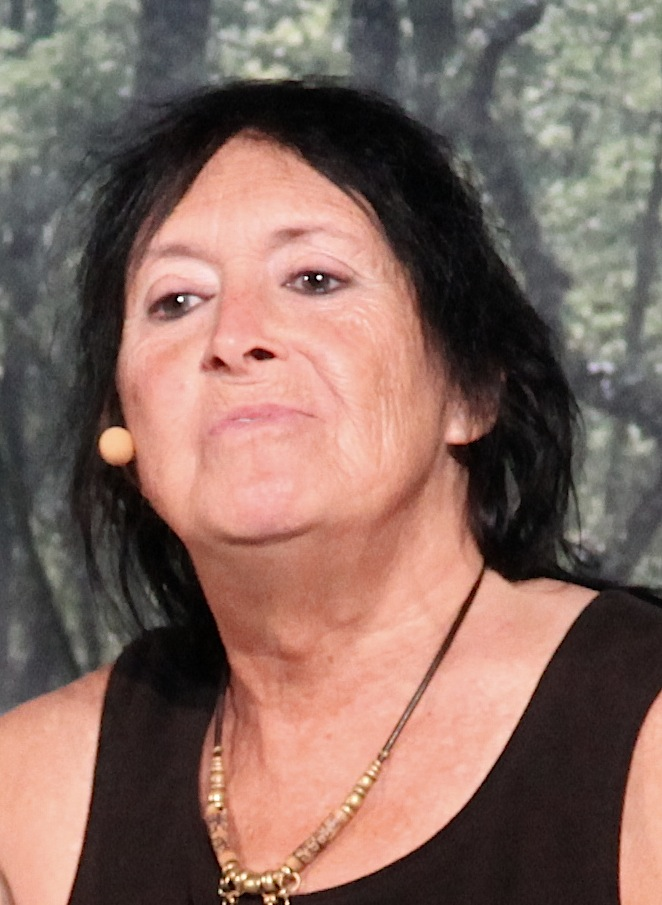
Sandy Stone el 2011.

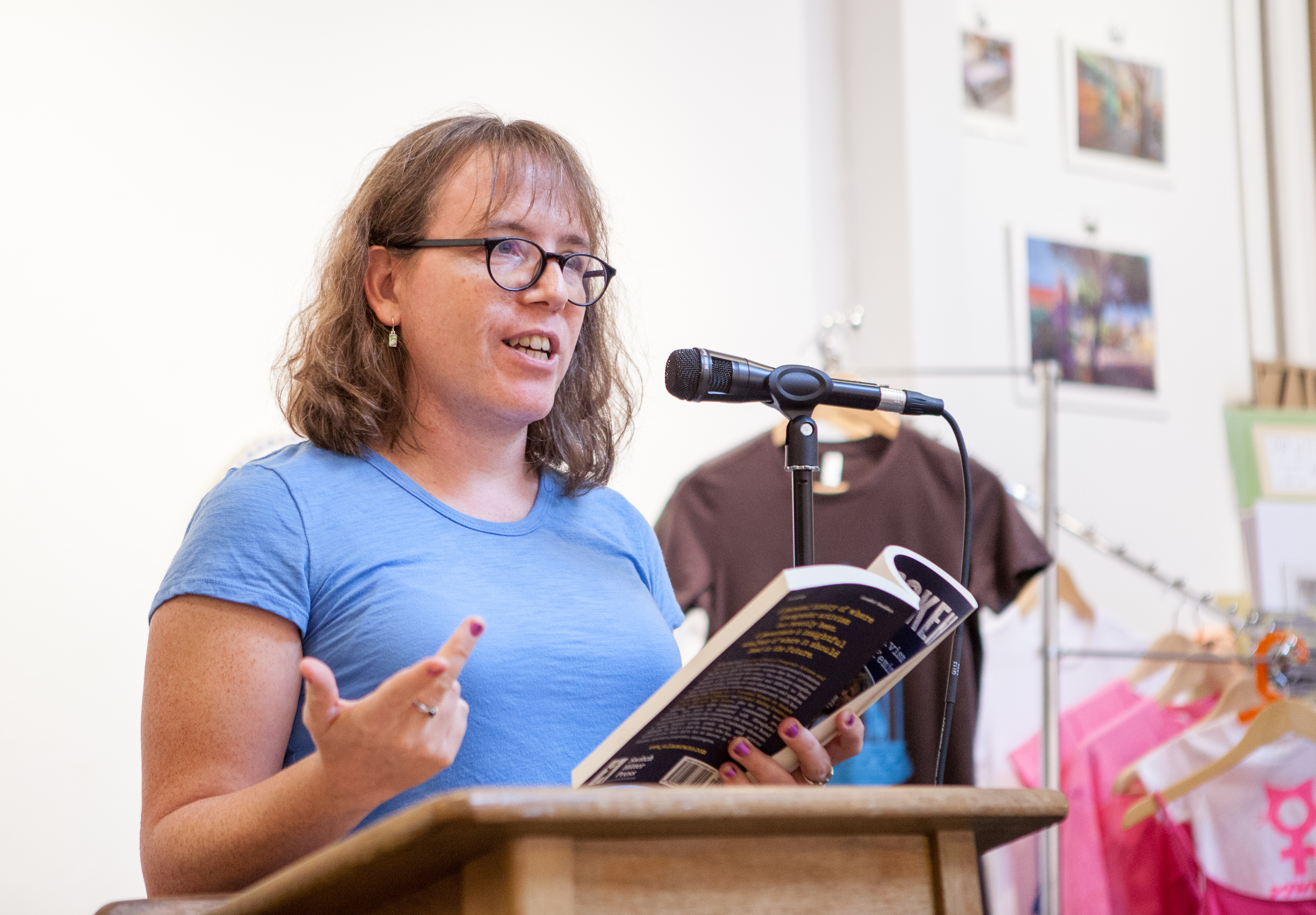
Julia Serano llegint del seu llibre Outspoken durant un esdeveniment a San Francisco el 2017.

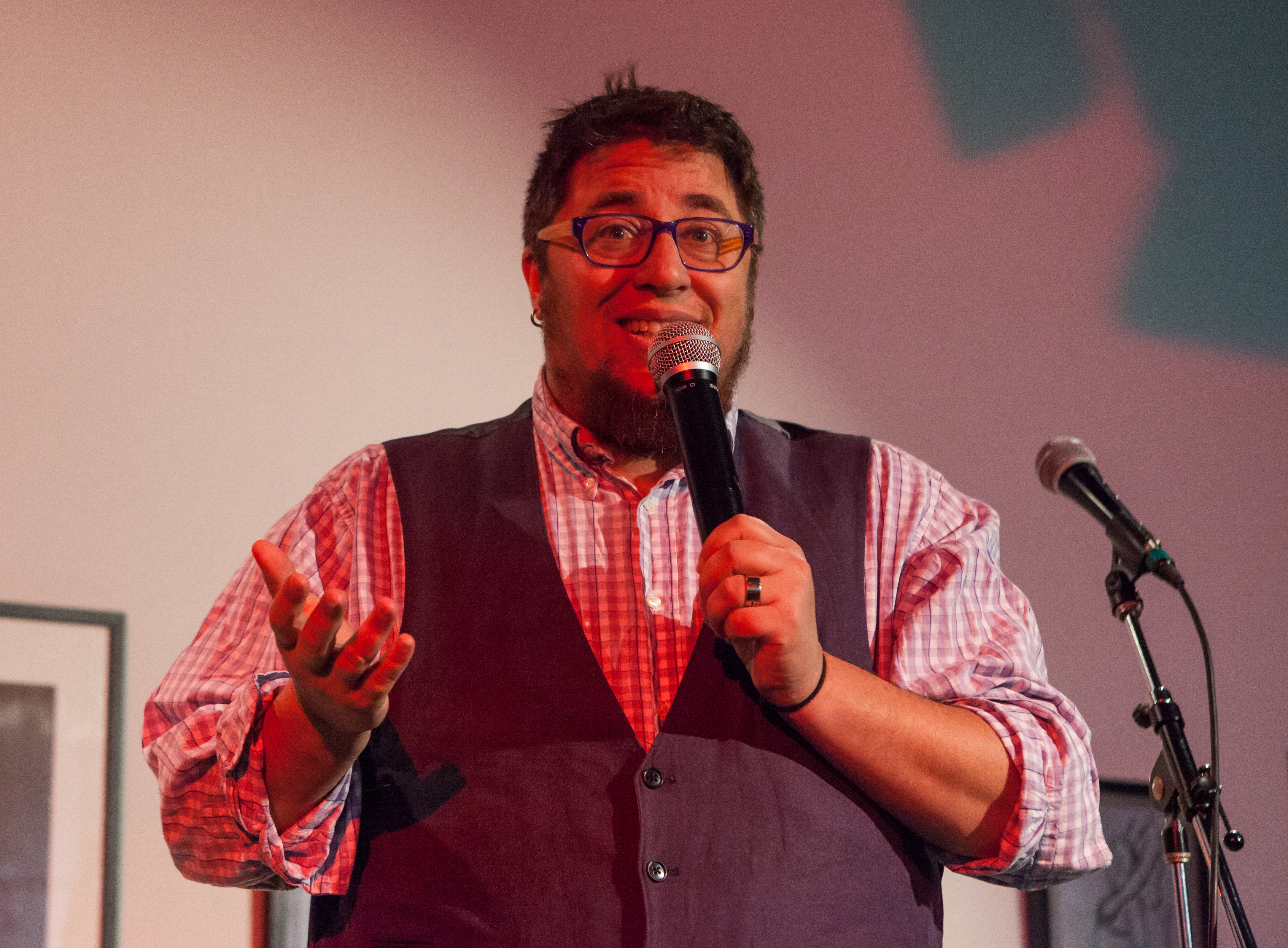
S. Bear Bergman parlant al Center for Sex and Culture de San Francisco el 2016.

Les primeres veus del moviment inclouen Kate Bornstein, autora de Gender Outlaw: On Men, Women, and the Rest of Us de 1994, i Sandy Stone, autora de l'assaig The Empire Strikes Back: A Posttranssexual Manifesto, que incloïa un resposta directa als escrits de Janice Raymond sobre la transsexualitat. Al segle XXI, Krista Scott-Dixon i Julia Serano han publicat obres transfeministes. Bornstein també ha publicat nous treballs, com Gender Outlaws: The Next Generation el 2010 amb S. Bear Bergman. Susan Stryker i Talia M. Bettcher també han fet recentment una publicació sobre el transfeminisme.
Transfeminism.org es va crear l'any 2000 per promoure el Projecte d'Antologia de Transfeminisme de Diana Courvant i Emi Koyama. El lloc es va dedicar principalment, però, a introduir el concepte de transfeminisme en l'àmbit acadèmic i a trobar i connectar persones que treballen en projectes i temes de transfeminisme a través d'una antologia homònima. Koyama i Courvant van buscar altres transfeministes i van augmentar la seva exposició. L'antologia pretenia donar a conèixer el moviment a un gran públic. En un esdeveniment de Yale i en les biografies associades amb ell, l'ús de Courvant de la paraula (ja l'any 1992) i la implicació a Transfeminism.org, potser l'hagin convertit en l'inventora del terme. Courvant va acreditar el coneixement d'Internet de Koyama al motiu pel qual Transfeminism.org i la paraula «transfeminisme» van aconseguir el reconeixement i l'atenció que van aconseguir. Aquest lloc ja no està actiu a l'adreça web transfeminism.org, ja que des de llavors s'ha arxivat.
Patrick Califia va utilitzar la paraula impresa l'any 1997, i aquest segueix sent el primer ús conegut fora d'una publicació periòdica. És possible o fins i tot probable que el terme fos encunyat de manera independent repetidament abans de l'any 2000 (o fins i tot abans del primer ús reivindicat per Courvant el 1992). El terme va guanyar força només després de 1999. Jessica Xavier, una coneguda de Courvant, pot haver encunyat el terme de manera independent quan el va utilitzar per presentar els seus articles, "Passing As Stigma Management" i "Passing as Privilege" a finals de 1999. Emi Koyama va escriure "Transfeminist Manifesto", molt llegit, pels volts del llançament del lloc web que, amb la seva participació activa en discussions acadèmiques a Internet, va ajudar a difondre el terme.
En les últimes dècades, la idea que totes les dones comparteixen una experiència comuna ha estat objecte d'escrutini per dones de color, lesbianes i dones de classe treballadora, entre d'altres. Moltes persones transgènere també s'estan qüestionant què significa el gènere i qüestionen el gènere com a fet biològic. Les transfeministes insisteixen que les seves experiències úniques siguin reconegudes com a part de l'esfera feminista.
El transfeminisme incorpora tots els temes principals del feminisme de la tercera onada, incloent la diversitat, la imatge corporal, l'autodefinició i l'agència de les dones. El transfeminisme no consisteix només en fusionar les preocupacions trans amb el feminisme; també inclou l'anàlisi crítica del feminisme de la segona onada des de la perspectiva de la tercera onada. Com tots els feminismes, el transfeminisme critica les nocions principals de masculinitat i defensa que les dones mereixen la igualtat de drets. Finalment, el transfeminisme comparteix el principi unificador amb altres feminismes que el gènere és un constructe social patriarcal utilitzat per oprimir les dones. Per tant, per molts, el "trans" en transgènere ha estat utilitzat per implicar transgressivitat. Nicholas Birns classifica el transfeminisme com «un feminisme que defineix el terme 'trans-' d'una manera màximament heterogènia».
El camí cap a la legitimitat del transfeminisme com a concepte ha estat diferent i més molest que per a altres feminismes. Les dones marginades d'origen i afecte trans han hagut de demostrar que les seves necessitats són diferents i que el feminisme dominant no necessàriament parla per elles. Koyama es fa ressò d'això al començament del "Manifest Transfeminista", dient que cada vegada que un grup de dones marginades es pronuncia, altres feministes comencen a qüestionar qui representen i quines són les seves creences. Al contrari, les dones trans han de demostrar que la seva feminitat és igual de vàlida que la de les altres dones, i que el feminisme pot parlar per elles sense deixar de ser feminisme. La resistència de la feminista radical Janice Raymond a considerar les dones trans com a dones i com a participants del feminisme és representativa d'aquest obstacle. La seva carrera va començar amb The Transsexual Empire (un llibre d'anàlisi de dones transsexuals) i sovint ha tornat a aquest tema.

## Comparació amb altres feminismes

### Fonaments comuns
Un principi bàsic del feminisme és que la biologia no iguala ni ha de ser igual al destí. La idea que les dones no han de ser reprimides pels rols de gènere tradicionals té un paper important en tots els feminismes. El transfeminisme amplia aquesta premissa per argumentar que la gent en general no s'hauria de limitar per les normes de sexe/gènere.
Les feministes han explorat tradicionalment els límits del que significa ser dona. Les transfeministes argumenten que les persones trans i les feministes cisgènere s'enfronten a les opinions convencionals de la societat sobre el sexe i el gènere de manera similar. La teoria de l'alliberament transgènere ofereix al feminisme un nou punt de vista des del qual veure el gènere com una construcció social, fins i tot oferint un nou significat de gènere.
Els crítics transfeministes del feminisme dominant diuen que com a moviment institucionalitzat, el feminisme ha perdut de vista la idea bàsica que la biologia no és el destí. De fet, argumenten, moltes feministes semblen perfectament còmodes equiparant sexe i gènere i insistint en un destí determinat per a les persones trans basat en res més que la biologia. El transfeminisme té com a objectiu resistir i desafiar la fermesa del gènere de la qual, com creuen molts dels seus partidaris, depenen els enfocaments tradicionals dels estudis de les dones.
Les persones transgènere són sovint objectiu de la violència anti-trans. Tot i que les dones cis també s'enfronten habitualment a la violència, les transfeministes reconeixen la violència anti-trans com una forma de policia de gènere.

### Diferències
Malgrat les similituds, també hi ha diferències entre el transfeminisme i moltes altres formes de feminisme. Per exemple, el transfeminisme contrasta amb el feminisme de segona onada dominant. Les transfeministes sovint critiquen les idees d'una germanor universal, alineant-se més amb la interseccionalitat i amb l'apreciació de la tercera onada principal per la diversitat de l'experiència de les dones. Citant la seva experiència comuna, moltes transfeministes desafien directament la idea que la feminitat és una construcció totalment social. En canvi, veuen el gènere com un conjunt polifacètic de diverses qualitats intrínseques i socials. Per exemple, hi ha persones tant trans com cis que s'expressen d'una manera diferent de les expectatives de la societat de femení i masculí. Com que això afecta fortament la manera com la persona experimenta i articula el seu gènere, i també la seva posició dins del patriarcat, aquestes transfeministes argumentarien que l'expressió femenina/masculina és un concepte important digne d'investigació feminista, que cal comparar i contrastar tant amb el sexe assignat com amb la identitat de gènere.

#### Germanor
La germanor (sisterhood) és un terme principal que separa el transfeminisme del feminisme de segona onada. Segons els crítics, «germanor» com a terme evoca la idea que el patriarcat i les seves tàctiques són tan universals que les experiències més importants de les dones a tot arreu són equivalents. No obstant això, les dones en societats culturalment, ètnicament i/o econòmicament diverses, les noies i les nenes, les dones amb discapacitat i altres, s'oposen a la idea de la germanor universal i les seves extensions lògiques, incloses dues idees: primer, si es treballa en benefici de qualsevol dona, es treballa en benefici de totes per igual; segon, que en una societat masclista totes les dones tenen el mateix nivell (mínim) de poder.
Aquestes objeccions al concepte de germanor han estat part del feminisme no convencional des de la segona onada, i es van enfrontar de moltes formes abans que s'encunyés el terme «transfeminisme». Killing the Black Body, va il·lustrar com els moviments de drets reproductius liderats per les feministes blanques van funcionar de vegades en detriment de les dones pobres i/o minoritàries. This Bridge Called My Back és una antologia d'escriptura feminista del tercer món que va desafiar la idea de la igualtat de poder entre les dones.
Les transfeministes denuncien moltes situacions poc examinades en què l'ús del poder d'una dona té el potencial de fer mal a una altra dona. Les transfeministes, per exemple, proposen consells assessors de clients per a línies de crisi i centres d'acollida per a dones, la fi de les pràctiques feministes no remunerades i mal pagades, incorporar empleades als comitès de la junta que avaluin els executius sense ànim de lucre, crear fons estratègics per ajudar els empleats trans amb problemes de salut no tradicionals, incorporant criteris específics antiracistes i altres criteris antiopressius en els formularis d'avaluació dels empleats, i molt més. Particularment fructífera ha estat la investigació transfeminista sobre feminisme i discapacitat, feminisme i sexe, i la combinació dels tres.

#### Accés als espais feministes
Encara que poc reconegut, les persones trans han format part dels moviments feministes. Hi ha hagut diverses ocasions documentades en què les persones trans retratades com a «mals actors» van ser de fet víctimes de les reaccions excessives d'altres persones.

#### Feminitat
La feminitat s'ha convertit en un lloc de contenció entre les transfeministes i algunes altres feministes. Les dones trans han estat acusades d'exagerar els seus trets femenins. Com que els delictes d'odi i els càstigs socials són rampants contra les persones trans, retratar el gènere sense ambigüitats pot augmentar la sensació de seguretat d'una persona trans. Fins i tot quan els signes visibles de la feminitat són només marginalment diferents de les normes, poden ser vistos com molt inadequats.
La feminitat en les dones transgènere es nota i es castiga amb molta més duresa que els mateixos comportaments en dones cisgènere. Aquest doble estàndard revela que el comportament en si no és tan problemàtic per a molts crítics com l'existència de persones trans. Julia Serano es refereix al tipus de misogínia que experimenten les dones trans com a «transmisogínia».

#### Womyn-born womyn
Sheila Jeffreys, una opositora pronunciada del transfeminisme i les identitats transgènere en conjunt, dona suport al moviment anomenat Womyn-born womyn (WBW; en català "Dona nascuda dona"). Aquest moviment creu que el gènere és una construcció artificial opressiva, que el sexe assignat al néixer és immutable i que les operacions de canvi de sexe haurien de ser il·legals als Estats Units. Concretament, Jeffreys argumenta a Transgender Activism: A Lesbian Feminist Perspective que «el transexualisme és una construcció de ciències mèdiques» que té com a objectiu beneficiar-se de les cirurgies costoses i dominar l'alteració i la creació de parts del cos. Janice Raymond i Mary Daly i entre d'altres, argumenten que el moviment feminista no hauria de centrar la seva energia en les dones trans. Els opositors al moviment Womyn-born womyn, com Kelsie Brynn Jones, argumenten que excloure les dones trans dels espais només per a dones els nega el seu dret a autoidentificar-se i les seves pròpies experiències amb la transmisogínia.

#### Feminisme lèsbic i transfeminisme

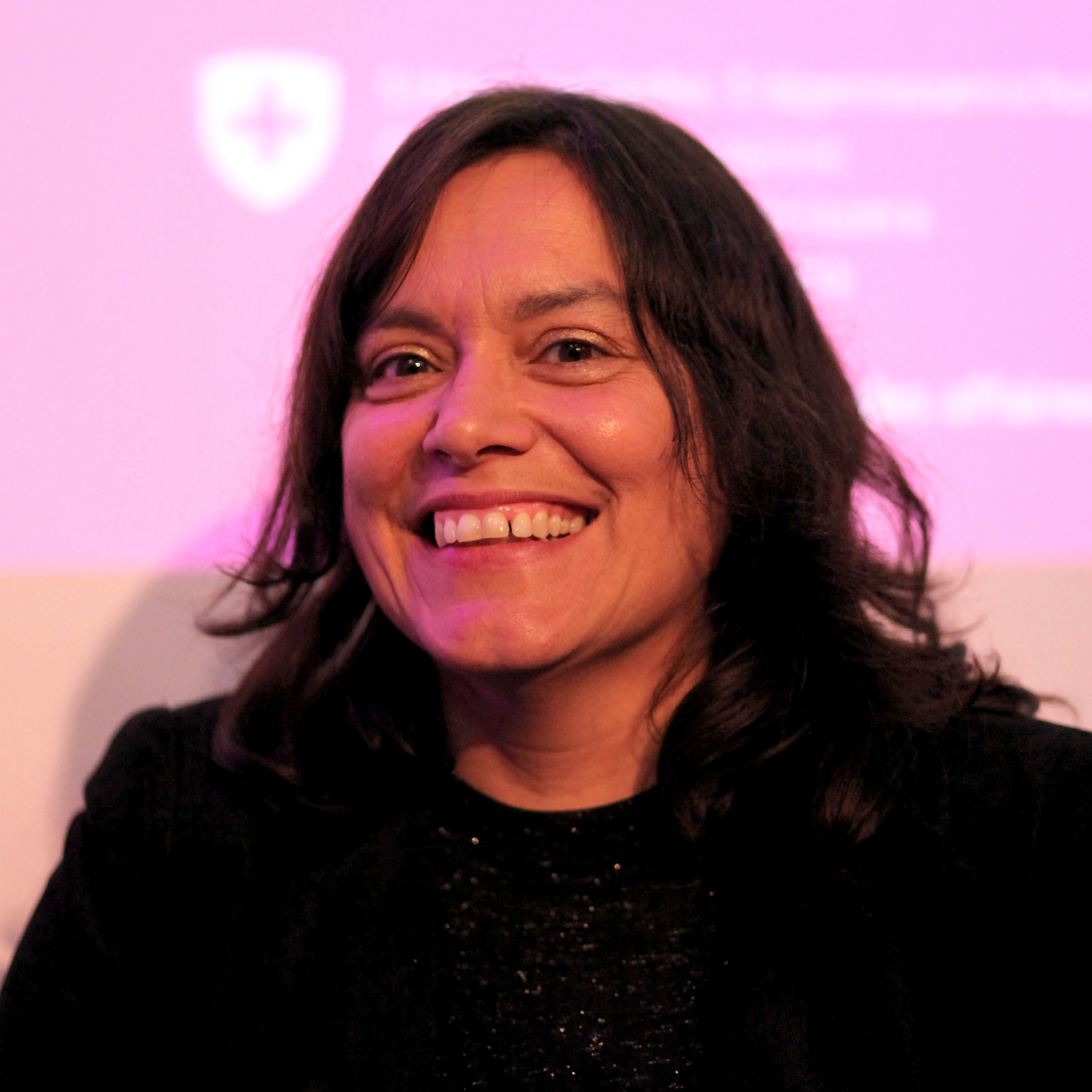
Sara Ahmed en una xerrada a la Universitat de Ginebra el 2019.

A Living a Feminist Life (2017), Sara Ahmed imagina el feminisme lèsbic com una aliança fonamental i necessària amb el transfeminisme. Ahmed argumenta que una posició anti-trans és una posició antifeminista i que funciona en contra del projecte feminista de crear mons per donar suport a aquelles persones per les quals el fatalisme de gènere (és a dir, "els nois són nois", "les noies són noies") és perjudicial.

#### Feminisme radical i transfeminisme

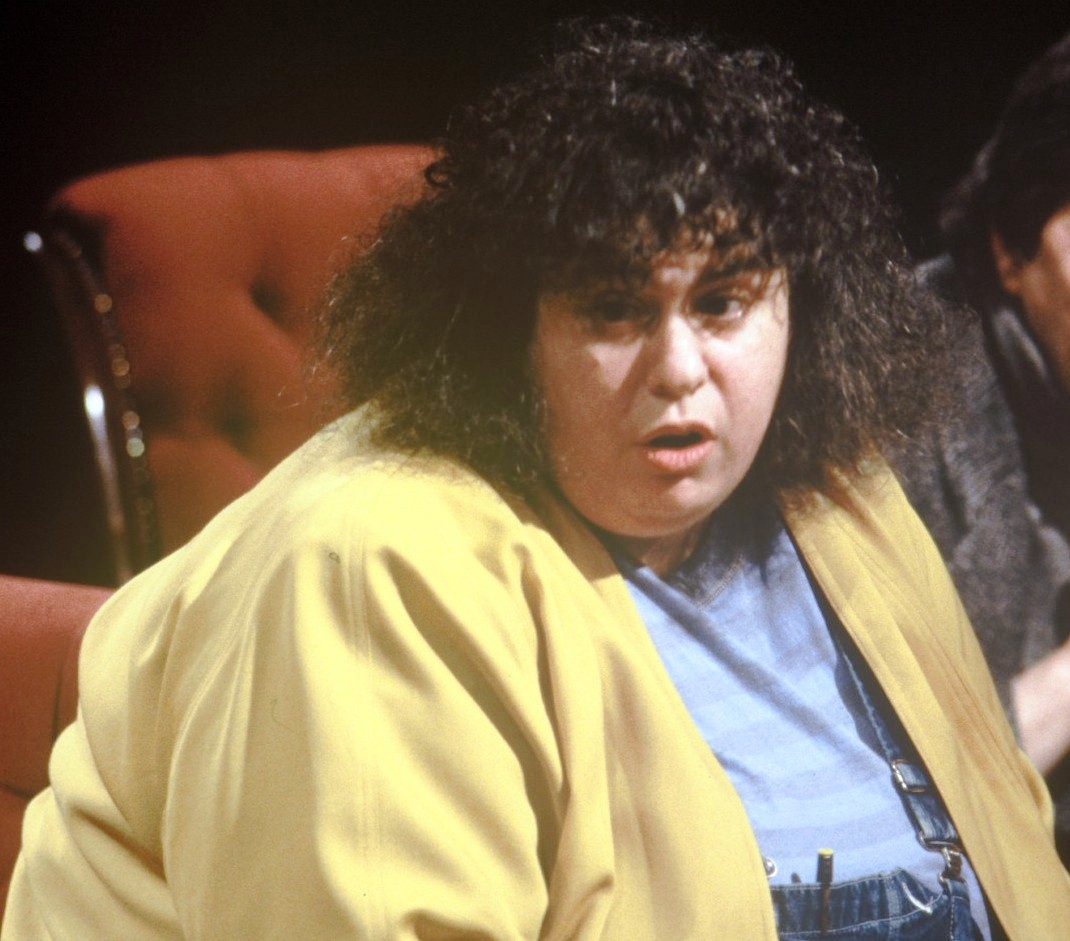
Andrea Dworkin al programa After Dark el 1988.

Moltes feministes radicals han expressat punts de vista antitrans; per exemple, a Gender Hurts (2014), Sheila Jeffreys va argumentar que el transfeminisme equival a que els homes exerceixin la seva autoritat per definir què són les dones. Tanmateix, no totes les feministes radicals han rebutjat l'acceptació de les transgènere. L'escriptora i activista feminista radical Andrea Dworkin, en el seu llibre Woman Hating, va argumentar en contra de la persecució i l'odi de les persones transgènere i va exigir que la cirurgia de reasignació de sexe es proporcionés lliurement a les persones transgènere per part de la comunitat. Dworkin va argumentar que «tota persona transsexual té dret a la supervivència en els seus propis termes. Això vol dir que cada transexual té dret a una operació de canvi de sexe, i hauria de ser proporcionada per la comunitat com una de les seves funcions.»
Algunes dones transgènere han participat en el feminisme lèsbic i el feminisme radical. Un exemple destacat és Sandy Stone, una feminista lesbiana trans que va treballar com a tècnica de so per a la discogràfica lèsbica feminista Olivia Records. Al juny i juliol de 1977, quan 22 feministes van protestar per la participació de Stone, Olivia Records va defensar-ne la seva ocupació dient que Stone era una «dona amb la qual podem relacionar-nos amb comoditat i confiança» i que era «potser fins i tot la maga d'enginyeria enviada per la Deessa que tant de temps havíem buscat.»

#### La transfòbia en el feminisme radical
El llibre de 1979 de la feminista radical Janice Raymond, The Transsexual Empire, va ser i encara és controvertit per la seva condemna inequívoca de les cirurgies transgènere. Raymond diu: «Totes les transsexuals violen els cossos de les dones reduint la forma femenina real a un artefacte, apropiant-se d'aquest cos per a si mateixes... Les transsexuals només tallen els mitjans més evidents per envair les dones, de manera que semblin no invasores.»
Potser el camp de batalla més visible de feministes i transfeministes va ser el Michigan Womyn's Music Festival. El festival va expulsar una dona transgènere, Nancy Burkholder, a principis de la dècada de 1990. Després d'això, el festival va mantenir que només estava pensat per a womyn-born womyn (en català "Dona nascuda dona"). El grup activista Camp Trans es va formar per protestar contra la política transfòbica womyn-born womyn i per defensar una major acceptació de les persones trans dins la comunitat feminista. Diverses activistes trans i transfeministes destacades van estar implicades a Camp Trans, com Riki Wilchins, Jessica Xavier i Leslie Feinberg. El festival va considerar permetre l'assistència de dones trans postoperades; tanmateix, això va ser criticat com a classista, ja que moltes dones trans no poden permetre's una cirurgia genital. Des d'aquest incident, el Michigan Womyn's Music Festival ha actualitzat la seva pàgina de declaracions de la comunitat. Aquesta pàgina inclou ara una llista d'enllaços a cartes i declaracions, com ara la seva resposta d'agost de 2014 a la crida al boicot d'Equality Michigan i una llista de demandes en resposta a la crida al boicot d'Equality Michigan. La resposta inicial al boicot afirma que el MWMF creu que «el suport a l'espai de les "dones nascudes dona" no està renyit amb estar amb i per a la comunitat transgènere».
Kimberly Nixon és una dona trans que es va oferir voluntària per formar-se com a assessora de crisi de violació al Vancouver Rape Relief & Women's Shelter (un centre de suport i refugi per a dones violades) a Vancouver (Colúmbia Britànica, Canadà) l'any 1995. Quan es va determinar l'estatus transgènere de Nixon, va ser expulsada. El personal va decidir que l'estatus de Nixon feia impossible que ella entengués les experiències de les dones que atenia, i també requeria que aquestes fossin genèticament dones. Nixon no va estar-hi d'acord, va revelar el seu propi historial d'abús de la parella i va posar una demanda per discriminació. Els advocats de Nixon van argumentar que no hi havia cap base per a l'acomiadament, citant les experiències de Diana Courvant com la primera dona públicament transgènere que va treballar en un refugi de violència domèstica només per a dones. El 2007, el Tribunal Suprem canadenc es va negar a escoltar l'apel·lació de Nixon, posant fi al cas.
Algunes dones transgènere com Sandy Stone van desafiar la concepció feminista de la segona onada de la «dona biològica». Stone va treballar com a enginyera de so per a Olivia Records des de 1974 fins a 1978, quan va acabar renunciant en veure que augmentava la polèmica sobre una dona trans que treballava per a una empresa identificada per a lesbianes. El debat va continuar al llibre de Raymond, qui va dedicar un capítol a la crítica de «la lesbiana-feminista construïda de manera transexual». Grups com la Lesbian Organization of Toronto (LOOT) van instituir polítiques de «només dones nascudes dones». La sol·licitud formal per unir-se a la LOOT va ser feta per una lesbiana transgènere d'home a dona l'any 1978. En resposta, l'organització va votar per excloure les dones trans. Durant la discussió informal, els membres de LOOT van expressar la seva indignació perquè, segons la seva opinió, «una criatura que canviava de sexe... s'atrevia a identificar-se com una dona i una lesbiana». En la seva resposta pública, LOOT va escriure: «La veu d'una dona gairebé mai no era escoltada com la veu d'una dona; sempre es filtrava a través de les veus dels homes. Així que aquí arriba un noi dient: "Ara seré una noia i parlaré per les noies". I vam pensar: "No, no ho ets". Una persona no pot unir-se als oprimits per fiat.»
Sheila Jeffreys va titllar les identitats transgènere com a «profundament problemàtiques des d'una perspectiva feminista» i va afirmar que «el transsexualisme s'hauria de veure millor sota aquesta llum, com un abús mèdic directament polític dels drets humans». També ha escrit Gender Hurts: A Feminist Analysis of the Politics of Transgenderism, publicat el 2014.

## Qüestions dins del transfeminisme

### Inclusió en el feminisme dominant
Les transfeministes lluiten per ser acceptades per bona part del feminisme dominant, a causa de l'argument que la representació de les dones transgènere amenaça els mateixos fonaments o objectius de les dones cisgènere. Per exemple, segons Graham Mayeda, les dones que s'identifiquen amb la dreta política senten que els problemes d'igualtat i d'importància femenina es tornen menys significatius quan s'esmenta la biologia de les persones trans, concretament, les persones trans d'home a dona. Va assenyalar que aquestes feministes senten que la naturalesa biològica de les dones trans confon els límits de «només dones» i podria contradir o interrompre els objectius feministes d'establir una veu en un món patriarcal.
Grups com les Lesbian Avengers accepten dones trans, mentre que altres les rebutgen. La Llei de Violència contra les dones dels Estats Units (VAWA, per les seves sigles en anglès) en l'actualitat «protegeix de manera explícita els supervivents transgènere i lesbianes, gais i bisexuals», de manera que els centres de violència domèstica, els de crisi de violació, els grups de suport i altres serveis finançats per VAWA no poden rebutjar cap persona pel seu sexe, identitat o expressió de gènere, o orientació sexual.

### Disfòria de gènere
La disfòria de gènere descriu la condició de les persones que experimenten una disfòria significativa amb l'assignació de sexe que se'ls va donar en néixer, o els rols de gènere associats amb aquest sexe. El terme «trastorn de la identitat de gènere» (TIG, o GID per les seves sigles en anglès) també s'utilitza amb freqüència, especialment en la diagnosi formal utilitzada entre psicòlegs i metges. El trastorn de la identitat de gènere va ser classificat com a trastorn mèdic per la CIE-10 CM i el DSM-IV. El DSM-5, però, utilitza el terme menys patologitzant «disfòria de gènere», i el CIM-11 utilitza el terme «incongruència de gènere». Molts individus transgènere, transfeministes i investigadors mèdics donen suport a la desclassificació de TIG perquè diuen que el diagnòstic patologitza la variància de gènere, reforça el model binari de gènere, i pot provocar l'estigmatització de les persones transgènere. Moltes transfeministes i feministes tradicionals també proposen que aquest diagnòstic sigui descartat a causa del seu ús potencialment abusiu per part de persones amb poder, i poden argumentar que la variació de gènere és un dret de totes les persones. Quan argumenten a favor de la categoria de diagnòstic anterior, les transfeministes pro-TIG solen reconèixer el mal ús passat del diagnòstic alhora que defensen una major responsabilitat professional.
En moltes situacions o jurisdiccions legals, les persones transgènere tenen cobertura d'assegurança per a la cirurgia només com a conseqüència del diagnòstic. Per tant, l'eliminació augmentaria els costos dels pacients. En altres situacions, les lleis contra la discriminació que protegeixen les persones amb discapacitat legal s'apliquen a les persones transgènere només sempre que hi hagi un diagnòstic manifest. En altres casos, les persones transgènere estan protegides per normes de discriminació per sexe o com una categoria separada. Aquesta qüestió econòmica pot dividir els defensors segons línies de classe.
A la Conferència Trans Identity de 2006 a la Universitat de Vermont, Courvant va presentar una anàlisi d'aquesta controvèrsia. Va assenyalar que els «eliminacionistes» havien de decidir si els seus esforços per desestigmatitzar les persones trans entraven en conflicte amb els esforços per desestigmatitzar les malalties mentals i si eliminar la categoria TIG realment ajudaria amb la primera, alhora que alteraria el règim d'assegurances vigent, encara que limitat. Per contra, els «preservacionistes» havien d'abordar el problema dels diagnòstics defectuosos i el «tractament» inadequat. Courvant va proposar mantenir la categoria i centrar els esforços a legitimar la malaltia mental i millorar l'acceptació de les persones trans, deixant de banda la qüestió del diagnòstic.